# James Buchanan
James Buchanan, född 23 april 1791 nära Mercersburg i Pennsylvania, död 1 juni 1868 i Lancaster i Pennsylvania, var en amerikansk jurist och politiker (demokrat). Han var utrikesminister 1845–1849, ambassadör i Storbritannien 1853–1857 och USA:s president 1857–1861. Han var den siste presidenten i USA som var född på 1700-talet.
Buchanan blev 1812 advokat i sin födelsestat Pennsylvania, och 1820 medlem av representanthuset. 1831 var han amerikanskt sändebud i Ryssland, och var 1834–1845 medlem av senaten, där han tillhörde det demokratiska partiet. 1844 nämndes han som presidentkandidat men drog tillbaka sin kandidatur och blev i stället 1845 president James K. Polks utrikesminister. Buchanan visade sig vara ett effektivt redskap i Polks erövringspolitik mot Mexiko. Han ledde även förhandlingarna med Storbritannien som ledde till Oregonfrågans lösning. Buchanan var även kandidat i presidentvalet 1852, men det var först i valet 1856 han lyckades bli vald till president.
Han hade planer på att fortsätta Polks expansionspolitik, och underhandlade med Spanien om ett köp av Kuba, ville ockupera ytterligare delar av Mexiko och förde en aggressiv politik mot det södra grannlandet. 
Buchanan förde även 1857–58 ett krig mot mormonerna, som upprättat en självständig teokrati i Utah.
Hans förhållningssätt gentemot sydstaterna, som under hans ämbetstid som president, allt tydligare förberedde ett utträde ur unionen har kritiserats för flathet. Andra har dock påpekat hans begränsade maktbefogenheter. Buchanan utgav 1866 en försvarsskrift för sin politik - Mr B:s administration on the eve of the rebelion (1866). Under Abraham Lincolns tid som president stödde han helt dennes politik.
Buchanan var ungkarl hela sitt liv, den hittills ende bland USA:s presidenter. Som värdinna i Vita huset fungerade systerdottern Harriet Lane. Under 16 års tid levde han dock tillsammans med William Rufus DeVane King, som även han var ungkarl livet ut. Samtida rykten gjorde gällande att de två hade ett förhållande, men detta är fortfarande omstritt. Deras efterlevande förstörde det mesta av deras korrespondens, vilket av vissa har tolkats som bevis på att ryktena var sanna. Bandet till King gör dock att han av flera historiker ses som USA:s förste homosexuelle president.

## Utnämning till Högsta Domstolen
- Nathan Clifford, 1858